# よしもと漫才劇場
よしもと漫才劇場（よしもとまんざいげきじょう）は、大阪府大阪市中央区難波千日前にあるお笑いの劇場。なんばグランド花月の向かい、YES-NAMBAビルの5階にある。通称はマンゲキ。

## 概要
2014年11月24日を以て閉館した5upよしもとを引き継ぐ若手芸人の拠点として2014年12月1日にリニューアルオープンされた。YES-NAMBAビル5階のリニューアルは2回目となる。座席数は305席。
所属芸人は概ねNSC27期（2005年デビュー）相当以下を対象とし、NSC大阪校41期相当以下の芸歴の芸人は翔メンバー、NSC大阪校40期相当以上の芸歴の芸人は極メンバーとなる。
お笑い公演以外では過去に『バツウケテイナー』（サンテレビジョン）や『マヨなか笑人』（読売テレビ）、現在は『ワチャラチャ忍忍』（サンテレビジョン）などの収録が行われている。
2022年5月24日、よしもと漫才劇場から所属芸人の芸歴改正が発表され、結成16年目以上のグループおよびデビューから16年目以上のピン芸人は卒業することとなった（卒業した芸人は後述）。

## 上方漫才協会
よしもと漫才劇場のオープンと共に発足され、中田カウスが会長、中田ボタンが副会長を務める。大阪のお笑い文化の継承と発展のため、舞台に立つ若手漫才師たちのサポートを行う協会。師匠のいない養成所出身のお笑い芸人が増えたため、協会が師匠の役割を果たし、次世代を担う若手漫才師を育成することを目的としており、若手の劇場も開館している。
- 神保町よしもと漫才劇場（2020年1月29日開館）
- 森ノ宮よしもと漫才劇場（2020年12月1日開館）
- 渋谷よしもと漫才劇場（2025年4月5日開館）

よしもと漫才劇場に出演する若手漫才師は上方漫才協会の指導のもと、なんばグランド花月の舞台に立つことを目標に芸を磨いていき、毎年1月には上方漫才協会大賞が開催されている。

### 組織
- 名誉会長：吉野伊佐男
- 会長：中田カウス
- 副会長：河井ゆずる[3]
- 文芸部 部長：大池晶
- トータルコーディネイト部 部長：筒井雅裕
- 事務局長：戸田義人

## 公演内容
よしもと漫才劇場では吉本興業所属の若手芸人による漫才やコントのお笑い公演が主たる公演である。

### 寄席公演
漫才およびコントの寄席公演が定期開催される。以下に定期寄席公演を示す。
| 公演名                 | 出演者                                 | 公演頻度                             | 備考 |
| ---------------------- | -------------------------------------- | ------------------------------------ | --- |
| Kiwami極LIVE           | 極メンバー                             | 平日のほぼ毎日、どちらかが開催される | 「Kiwami極LIVE」はオンライン配信は無い                                                                                  |
| Kiwami極LIVEプラス＋   | 極メンバー、翔メンバー                 | 平日のほぼ毎日、どちらかが開催される | 「Kiwami極LIVEプラス＋」はオンライン配信がある                                                                          |
| 超よしもとお笑いライブ | 極メンバー、翔メンバー、そのほかの芸人 | 休日のほぼ毎日                       | 極メンバーと翔メンバーのほかに出演する芸人は、中堅芸人、5upよしもとや当該劇場の卒業メンバー、東京からのゲストを主とする |

### ネタバトル
よしもと漫才劇場内でのネタのコンテストとして、以下の公演が定期開催される。これらの公演は「ネタバトル」と呼ばれ、劇場への昇格と降格もこれらの公演によって行われる。（昇格および降格のシステムは後述）審査は観客とスタッフによる投票によって行われる。
| 公演名                   | 出演者 | 公演頻度                  | 備考 |
| ------------------------ | --- | ------------------------- | --- |
| グランドバトル           | - 極メンバー全員 - 「UP TO YOU! サバイバルステージ」を勝ち抜いたNSC大阪校40期相当以上の芸歴の芸人               | 偶数月に1回（2か月に1回） | 総合10位以内に入った「UP TO YOU! サバイバルステージ」の勝ち抜き組はよしもと漫才劇場所属の極メンバーに昇格する                                                                                       |
| Kakeru翔GP               | 翔メンバー全員                                                                                                  | 偶数月に1回（2か月に1回） | |
| Kakeru翔チャレンジバトル | - 「Kakeru翔GP」の下位メンバー - 「UP TO YOU! サバイバルステージ」を勝ち抜いたNSC大阪校41期相当以下の芸歴の芸人 | 奇数月に1回（2か月に1回） | - 総合順位（その日の合格基準によって組数が変わる）以内に入った組はよしもと漫才劇場所属の翔メンバーに昇格もしくは所属継続となる - 総合順位以下となった翔メンバーは当該劇場の所属が解除され降格となる |

## 昇格・降格システム
「グランドバトル」や「Kakeru翔チャレンジバトル」のネタバトルを勝ち抜きよしもと漫才劇場の所属芸人となることを昇格といい、「kakeru翔チャレンジバトル」にてよしもと漫才劇場の所属を解除されることを降格という。以下に昇格および降格のシステムを述べる。

### 2017年3月まで
一月に一回の頻度で「Kakeru翔LIVE」出演対象芸人（芸歴7年目以下）全組や「UP TO YOU!」での選抜メンバー（芸歴8年目以下）が劇場出番をかけてネタバトル「Kakeru翔GP」が行われ、そこでの順位次第で、「UP TO YOU!」の選抜メンバーがよしもと漫才劇場の出番が組み込まれたり、「Kakeru翔LIVE」出演芸人がよしもと漫才劇場の出番を剥奪されたりする。
「Kakeru翔LIVE」出演対象外芸人（芸歴7年目以上）に関しては、特別なバトルイベントがなく降格もないが、適宜「UP TO YOU!」メンバー（芸歴8年目以上）が加えられる。

### 2017年4月以降

#### 翔メンバー
偶数月に1回（2か月に1回）、「Kakeru翔GP」にて翔メンバー全組でネタバトルを行う。

「Kakeru翔GP」にて下位になったメンバーと、「UP TO YOU! サバイバルステージ」を勝ち抜いたNSC大阪校41期相当以下の芸歴の芸人は、「Kakeru翔GP」の翌月に開催される「Kakeru翔チャレンジバトル」（奇数月隔月）に出演する。「Kakeru翔チャレンジバトル」にて総合10位以内に入った組はよしもと漫才劇場所属の翔メンバーに昇格もしくは所属継続となる。総合11位以下となった翔メンバーは当該劇場の所属が解除され降格となる。

#### 極メンバー
偶数月に1回（2か月に1回）、「グランドバトル」に極メンバー全組と「UP TO YOU! サバイバルステージ」を勝ち抜いたNSC大阪校40期相当以上の芸歴の芸人が出演し、ネタバトルを行う。

「グランドバトル」にて総合10位以内に入った組のうち、「UP TO YOU! サバイバルステージ」を勝ち抜いた組はよしもと漫才劇場所属の極メンバーに昇格する。なお、極メンバーの降格はない。

## 「Kakeru翔GP」結果
「Kakeru翔GP」の客票が上位となった組が公演内で発表され、審査員票と含めて上位コンビが年始に行われる上方漫才協会大賞新人賞のノミネート候補となる。
2022年8月までは上位4組が公表されていた。2022年10月以降は上位4組が公表される回と上位10組が公表される回が混在する。
ここには過去の結果発表の内容を示す。

## 出演芸人

### 「グランドバトル」出演対象芸人（芸歴8年目以上）
※2025年7月現在のメンバー
- ガチャガチャ
- 祇園
- デルマパンゲ
- 吉田たち
- ラビットラ
- 十手
- ダブルアート
- ツートライブ
- セルライトスパ
- マイスイートメモリーズ
- マグリット
- 牛ぺぺ
- 黒帯
- 超速バギー
- パーティーパーティー
- 武者武者
- モンスーン
- ザ・布団
- しゅんすけ
- ネイビーズアフロ
- 鬼としみちゃむ
- 華山
- 侍スライス
- スナフキンズ
- ビーンズ
- センリーズ
- 隣人
- 茜250cc
- イノシカチョウ
- ナナ
- 20世紀
- もも
- イチオク
- オーサカクレオパトラ
- カベポスター
- カンフーカンフー
- 豪快キャプテン
- ダブルヒガシ
- ドーナツ・ピーナツ
- 盆と正月
- 丸亀じゃんご
- 翠星チークダンス
- 千日前ゴールデンポップス
- たくろう
- チェリー大作戦
- 愛凛冴
- ゴエモン
- 天才ピアニスト
- フースーヤ
- いつもたいしゃ
- うただ
- ぎょうぶ
- タチマチ
- タレンチ
- とくいち
- 爛々（※コンビ活動休止中）
- ルーデンス
- 幸のとり
- シゲカズです
- 苺ちゃん
- 濱田祐太郎
- やまぐちたけし
- ゆりやんレトリィバァ
- 真輝志

### 「kakeru翔LIVE」出演対象芸人（芸歴7年目以下）
※2025年7月現在のメンバー
- アポロ軍曹
- うめすぴか
- cacao
- 三遊間
- タイムキーパー
- ときヲりぴーと
- どんちっち
- はるかぜとともに
- ファンファーレと熱狂
- ウイスキーカノン
- オニイチャン
- カノッサ
- 空前メテオ
- ぐろう
- シスター
- ジョックロック
- 白くま
- マーメイド
- ライムギ
- 檸檬
- キョンビ
- 九ノ段
- シカノシンプ
- 例えば炎
- 電気ジュース
- ほたる火
- マーティー
- 紫式部
- ムジンゾウ
- 釈迦虎
- 彼岸花
- 満丸
- ミステリーハンター
- ロマンス道場
- あんよの日
- ウーロンパンダ
- 銀鬼
- 東雲
- 生姜猫
- バリアシオン
- はるかぜに告ぐ
- アマルフィん
- 清川雄司
- やました
- 岡田浩太朗

## 過去のメンバー

### 解散した芸人
- カバと爆ノ介
- シチガツ
- 東京ロマンポルノ
- トリプルスペイン
- 天秤丸
- シュークリーマーズ
- サーフィンズ
- ヤタガラス
- ファイナル兄弟
- アレグレット
- ねぐらもぐら
- 回転ハッスル
- フラワーズオブロマンス
- ジャムファミリア
- サンディエゴ
- カキツバタ
- 数学AB
- おパンプキン
- えんぴつ消しゴム
- ジョヴァンニ
- シンクロック
- ジョニーレオポン
- マッスルブラザーズ
- くのいち
- あまえんB
- 村一番
- コーンスターチ
- アキレスと亀
- スーパーノヴァ
- クラスメイト
- ムニムニヤエバ
- ビーフケーキ
- 例の件
- ファイトクラブ
- ダークニンゲン
- へべれけ
- 斜に噛む
- 美たんさん
- サンドロップ
- ヒガシ逢ウサカ
- ミートばいばい
- ニメートルズ
- ポップマン
- 人生は夢
- ちち和
- 花いちもんめ2
- 職人
- ハブシセン
- キャタピラーズ
- きんめ鯛
- 五臓六腑
- ロマンティックベイベー
- ジソンシン
- 鱒之介
- ねこ屋敷
- かいじゅうの王様
- おたまじゃくし
- ゆとりコウベ
- ニゲルベ
- イブンカ
- 放課後ボーイズ
- コウテイ
- チャモロ
- ウナス
- プードル
- ちからこぶ
- コマンダンテ
- ジュリエッタ
- なにわスワンキーズ
- キングブルブリン
- エジソン
- 戦士
- ファンタズマ
- アーネスト
- 風天ダスト
- 尼神インター
- ハイツ友の会
- ZUMA
- ポートワシントン
- エナマキシマ
- 木漏れ日
- ゆうらん飛行
- オノマトペ
- フミ
- 令和喜多みな実

### オーディションライブ「UP TO YOU!」に降格した芸人
- おとんどぅ
- 大阪ほっと家族
- ジャパンブランド
- ノーザンダンサー
- 電氣ブラン
- ガンガンファンキービート
- きみどり
- キンニクキンギョ
- 絶対アイシテルズ
- 熱いお茶
- 帝国チーズグラタン
- ピュアピュアズ
- チャンプチョップ
- リアル
- アンビシャス
- 紅くらげ
- ヤマトタケル
- ラングレン
- ヒガスミ
- 初夢コスモ
- 黄金の桜
- 鈍器ノ様ナ者
- スキンケア大学
- 軍艦
- ラムキンズ
- 遠足ダイスキタイム
- ときヲりぴーと
- オーケストラ
- ヒョウリ
- ボブスレー黒岡
- グレネイド
- ごぞうろっぷ
- 大正サウナ
- 山椒魚
- キャツミ
- 白桃ピーチよぴぴ
- アポロ軍曹
- 白くま
- ほたる火
- はじめましてはじめ
- 宛先プレーン
- ドライブドライブ
- ローズ

### 東京に進出した芸人
- アイロンヘッド
- バンビーノ
- インディアンス
- 小森園ひろし
- コロコロチキチキペッパーズ
- 男性ブランコ
- 8.6秒バズーカー
- 石井ブレンド（CITY[22]）
- 安田ファニー（GAG[23]）
- ナ酒渚
- ZAZY
- ガンバレルーヤ
- オダウエダ
- おいでやす小田
- 大自然
- カーネーション
- 霜降り明星
- ミキ
- 馬と魚（現・トニーフランク）
- アインシュタイン
- トット
- 蛙亭
- クロスバー直撃
- 守谷日和
- 見取り図
- エルフ
- マルセイユ
- シカゴ実業
- ロングコートダディ
- ニッポンの社長
- マユリカ
- 紅しょうが
- ヘンダーソン
- さや香
- ビスケットブラザーズ
- 滝音
- シモリュウ
- kento fukaya
- 今井らいぱち
- らぶおじさん
- 九条ジョー
- 田津原理音
- 生ファラオ
- ソマオ・ミートボール
- 鉄人小町
- ヒューマン中村
- からし蓮根
- 黄昏の森
- ラニーノーズ
- バッテリィズ
- ぺ

### 卒業した芸人
- 青空
- ヘッドライト
- span!
- Dr.ハインリッヒ
- タナからイケダ
- ミルクボーイ
- ラフ次元
- 中山女子短期大学

なお、土休日公演の「超よしもとお笑い（漫才）ライブ」には、他の卒業メンバーと同様に卒業後も引き続き出演する。

### その他
- 清友（元ローンガンメン・元ブービーバービーのつーことコンビ「ニゲルベ」を2021年1月1日に結成。ニゲルベとして2021年6月5日の『グランドバトル』で総合9位にランクインし、翌7月から再び所属。しかし2022年8月27日にニゲルベ解散を発表し、翌年7月から作家に転身）
- ズンズンポイポイ（2016年9月に東京に活動の拠点を移し、SMA NEET Projectへ移籍）
- 誠子（2024年3月31日をもって尼神インターを解散し、吉本興業を退所）
- てんしとあくま（2020年5月15日に川口が死去。その後かんざきが「てんしとあくま かんざき」として活動し、劇場メンバーからは外れていた。2024年3月5日、かんざきが元ジュリエッタの貫太郎とのコンビ「動物チーム」を結成。それに伴い、解散を正式発表した。）
- 爆ノ介（2020年10月23日にザ・プラン9へ加入後、2021年4月1日を以てよしもと漫才劇場を卒業）